# Guanaco Peak
Guanaco Peak är en bergstopp i Kanada.   Den ligger i provinsen British Columbia, i den södra delen av landet, 3 400 km väster om huvudstaden Ottawa. Toppen på Guanaco Peak är 2 113 meter över havet, eller 667 meter över den omgivande terrängen. Bredden vid basen är 11,5 km.
Terrängen runt Guanaco Peak är huvudsakligen kuperad, men västerut är den bergig.Trakten runt Guanaco Peak är nära nog obefolkad, med mindre än två invånare per kvadratkilometer.. Det finns inga samhällen i närheten. 
I omgivningarna runt Guanaco Peak växer i huvudsak barrskog.